# Conacul Neamțu din Olari
Conacul Neamțu din Olari, județul Olt este înscris pe lista monumentelor istorice din județul Olt elaborată de Ministerul Culturii și Patrimoniului Național din România în anul 2010, cu codul  OT-II-m-B-08966. Clădirea  a fost locuința boierului Constantin C. Neamțu, unul din fondatorii Băncii Comerțului din Craiova (sediul actualei primării din Craiova) – Societate Anonimă.

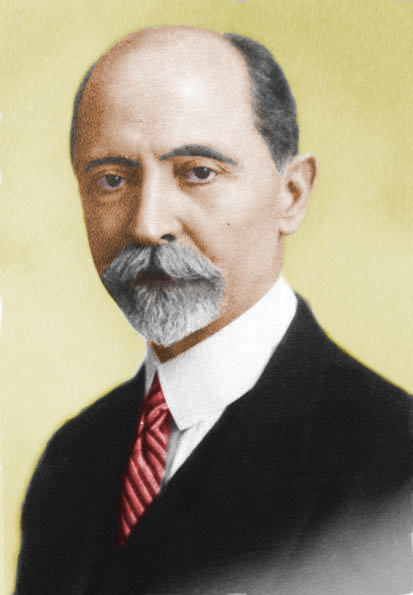
Constantin Neamțu, fost proprietar al Conacului, fost primar al Craiovei și fost parlamentar în Parlamentul României.

## Istoric
Pe la 1600 moșia a fost a boierilor Hamzea și Caplea, pe care mai apoi au vândut-o boierului Calotă. Apoi moșia a trecut către Ștefan Pârșcoveanu, mare vornic pe timpul ocupației austriece. 
La 1777, acesta a lăsat-o zestre fiicei Măricuța, la căsătoria acesteia cu Serdarul Cantacuzino. Măricuța, la rândul ei, peste ani, a lăsat-o zestre fetei ei, Joița,la căsătoria acesteia cu paharnicul Constantin Lăzaru, după ce și-a lăsat primul soț.
Paharnicul Constantin Lăzaru a lăsat-o apoi moștenire nepotului, Marcu Zissi, căsătorit cu Anastasia. Marcu și Anastasia  au avut 2 fete, Sultana și Elena (căsătorită cu Elefterie Cornetti, fost director a Bănci naționale din Craiova) și un băiat, George. George Zissi, școlit împreună cu sora sa, Elena, la Paris, deși ar fi călătorit mult prin lume, tot cea mai mare parte a vieții și-a trăit-o la moșia din Olari.
George Zissi s-a căsătorit cu Maria, femeie școlită care, atunci când s-a întors cu el la conac, a fost doctorița satului Olari.
Sora sa, Elena Cornetti, a fost fondatoare a Școlii de muzică din Craiova și a Fundației Cornetti. Dar, când împreună cu soțul ei, Elefterie, au trecut în lumea celor drepți, Elena a lăsat toată averea Comunei Craiova, ca să susțină fundația creată.
Din Monitorul Oficial din data 21 mai 1895, aflăm că George Zissi încerca să vândă partea sa de moștenire, și că acesta datora moștenitorilor sorei sale Sultana, suma de 30.000 lei.
O vreme George Zissi, fratele în viață, a încercat să răscumpere jumătatea de conac și de moșie dar apoi a cedat către Comuna Craiova și partea sa de conac.
În 1911, Primăria Craiova a scos la licitație Conacul și jumătate din moșie, iar Constantin C. Neamțu l-a cumpărat. 
Conacul fiind într-o ușoară stare de degradare, Neamțu i-a rugat pe Mincu și pe Constantin Iotzu, care se ocupau de construirea sediului Băncii Comerțului din Craiova, să îl ajute și cu restaurarea conacului.
În anul 1948, odată cu venirea comuniștilor, conacul a fost naționalizat, proprietarul fiind alungat. Conacul a servit pentru perioada de timp ca sediul al societății agricole Agromec Olari. Mai apoi a funcționat ca grădinița de copii și punct sanitar.
După revoluția din 1989, unul dintre fii boierului, Șerban Neamțu a revendicat conacul și acesta i-a fost retrocedat, donându-l în anul 2005, către Uniunea Arhitecților din România (UAR), cu condiția restaurării acestuia și meținerii lui în stare bună. În 2016, donația a fost revocată din cazua neîndeplinirii condițiilor din contract.